# Kihniö
Kihniö es una localidad de la región de Pirkanmaa, Finlandia. En 2017 su población era de 1.971 habitantes. La superficie del término municipal es de 390,50 km², de los cuales 33,39 km² son de lagos y ríos. El municipio tiene una  densidad de población de 5,52 hab./km².
Limita con los ayuntamientos de Parkano, Virrat, Ylöjärvi, Kurikka y Seinäjoki, estos dos últimos en la región de Ostrobotnia del Sur.
El idioma oficial es el finlandés.